# Eric de Oliveira Pereira
Eric de Oliveira Pereira (n. 5 decembrie 1985, Nova Iguaçu, Rio de Janeiro, Brazilia) este un fotbalist brazilian și român retras din activitate, care a jucat pe post de mijlocaș la echipe ca Gaz Metan, Viitorul Constanța și Pandurii. El a mai evoluat pentru CS Metropolitano, Gaz Metan Mediaș, de două ori și Karpaty Lvov până să ajungă la Târgu Jiu.

## Cariera de jucător
În 2007, Eric a debutat, în Brazilia, pentru clubul Metropolitano, unde a jucat puțin timp, însă unde a avut contract până în 2008.

### Gaz Metan Mediaș
În sezonul 2007-2008, Eric a fost împrumutat de Gaz Metan Mediaș, echipă aflată în Liga a II-a, pe care a ajutat-o să promoveze în prima divizie. A debutat la Gaz Metan într-un meci cu CSM Reșița, scor 3-1. În 2008, a semnat un contract cu Gaz Metan, fiind transferat de la Metropolitano. A debutat în Europa League, în meciul cu Kuopion Palloseura, din 2011, care s-a terminat acasă 2-0. La scurt timp, după aceea, a plecat de la Gaz Metan și a revenit aici în septembrie 2012. În sezonul 2012-2013, a fost căpitanul Gaz Metanului, jucând în 22 de meciuri și marcând 4 goluri.

### Alte echipe
S-a antrenat o perioadă la Vfl Wolfsburg, dar nu a jucat suficient de bine pentru a putea rămâne. A plecat la Karpaty Liov, unde a stat un sezon.

### Pandurii Târgu Jiu
La 15 iulie 2013, Eric a semnat cu Pandurii Târgu Jiu, vicecampioana entitre, urmându-l aici pe fostul său antrenor de la Gaz Metan, Cristian Pustai. Cu Pandurii, a ajuns până în grupele Europa League, contabilizând 8 partide. Cea mai importantă dintre ele a fost meciul retur contra Levadiei Tallin, soldată cu o victorie a gorjenilor cu scorul de 4-0, din turul 2 preliminar, când Eric a fost omul meciului, având 3 pase decisive de gol. A reușit cel mai important gol al carierei sale pentru gorjeni, în meciul cu Fiorentina scor 1-2, la data de 7 noiembrie 2013; Pandurii au condus cu scorul de 1-0, dar au fost egalați și ulterior, au câștigat în prelungirile partidei într-un gol marcat din ultima fază.

## Palmares
Cupa României: 2019
- Individual
  - Stranierul Anului din Liga I: 2010,2013